# Équipe cycliste SP Tableware
L'équipe cycliste SP Tableware est une équipe cycliste continentale grecque participant aux circuits continentaux de cyclisme et en particulier l'UCI Europe Tour, créée en 2009. L'équipe disparait en fin d'année 2014.

## Principales victoires

### Courses par étapes
- Tour de Roumanie : Alexey Shchebelin (2009)
- Circuit d'Alger : Ioannis Tamouridis (2012)
- Sibiu Cycling Tour : Víctor de la Parte (2012)
- Tour d'Algérie : Víctor de la Parte (2013)

### Championnats nationaux
- Championnats de Grèce sur route : 1
  - Course en ligne : 2014 (Geórgios Boúglas)

## Classements UCI
L'équipe participe aux circuits continentaux et principalement à des épreuves de l'UCI Europe Tour. Les tableaux ci-dessous présentent les classements de l'équipe sur les différents circuits, ainsi que son meilleur coureur au classement individuel.
UCI Africa Tour
| Saison | Classement par équipes | Meilleur coureur au classement individuel |
| ------ | ---------------------- | ----------------------------------------- |
| 2009   | 13e                    | Ioánnis Tamourídis (55e)                  |
| 2012   | 5e                     | Ioánnis Tamourídis (31e)                  |
| 2013   | 7e                     | Víctor de la Parte (24e)                  |
| 2014   | 34e                    | Ioánnis Tamourídis (41e)                  |

UCI Asia Tour
| Saison | Classement par équipes | Meilleur coureur au classement individuel |
| ------ | ---------------------- | ----------------------------------------- |
| 2010   | 60e                    | Ioánnis Tamourídis (270e)                 |
| 2011   | 45e                    | Ioánnis Tamourídis (109e)                 |
| 2013   | 42e                    | Víctor de la Parte (95e)                  |
| 2014   | 36e                    | Ioánnis Tamourídis (47e)                  |

UCI Europe Tour
| Saison | Classement par équipes | Meilleur coureur au classement individuel |
| ------ | ---------------------- | ----------------------------------------- |
| 2009   | 60e                    | Alexey Shchebelin (143e)                  |
| 2010   | 55e                    | Ioánnis Tamourídis (152e)                 |
| 2011   | 41e                    | Ioánnis Tamourídis (25e)                  |
| 2012   | 42e                    | Ioánnis Tamourídis (100e)                 |
| 2013   | 61e                    | Geórgios Boúglas (259e)                   |
| 2014   | 59e                    | Geórgios Boúglas (191e)                   |

## SP Tableware en 2014[31]

### Effectif
| Cycliste                        | Date de naissance | Nationalité | Équipe 2013       |
| ------------------------------- | ----------------- | ----------- | ----------------- |
| Dimítrios Antoniádis            | 29 juillet 1992   | Grèce       |                   |
| Apóstolos Boúglas               | 16 mars 1989      | Grèce       | SP Tableware      |
| Geórgios Boúglas                | 17 novembre 1990  | Grèce       | SP Tableware      |
| Periklís Ilías                  | 26 juin 1986      | Grèce       | SP Tableware      |
| Panagiotis Karabinakis          | 26 avril 1993     | Grèce       |                   |
| Geórgios Karátzios              | 7 novembre 1990   | Grèce       | SP Tableware      |
| Neófytos Sakellarídis-Mángouras | 31 janvier 1989   | Grèce       | SP Tableware      |
| Vasílios Simantirákis           | 1er mars 1989     | Grèce       | SP Tableware      |
| Ioánnis Tamourídis              | 3 juin 1980       | Grèce       | Euskaltel Euskadi |

### Victoires
| Date       | Course                         | Pays           | Classe | Vainqueur          |
| ---------- | ------------------------------ | -------------- | ------ | ------------------ |
| 12/03/2014 | 4e étape du Tour de Taïwan     | Taipei chinois | 2.1    | Ioánnis Tamourídis |
| 29/06/2014 | Championnat de Grèce sur route | Grèce          | CN     | Geórgios Boúglas   |